# Yōko Maki
Pour les articles homonymes, voir Maki.
Yōko Maki (真木よう子, Maki Yōko), née le 15 octobre 1982 à Chiba (Japon), est une actrice japonaise.

## Filmographie partielle

### Cinéma
- 2001 : Drug : Miki Kondo
- 2001 : Shurayuki hime : Aya
- 2003 : Battle Royale 2 : Maki Souda
- 2004 : Shimotsuma monogatari : BTSSB Staff
- 2004 : Kansen : Nurse
- 2004 : Pacchigi! : Gang-ja Chun
- 2004 : The Grudge de Takashi Shimizu : Yoko
- 2005 : In za pûru
- 2005 : Samâ taimumashin burûsu : Yui Ito
- 2005 : Veronica wa shinu koto ni shita : Towa
- 2006 : Ame no machi
- 2006 : Yureru : Chieko Kawabata
- 2006 : Fast and Furious: Tokyo Drift (The Fast and the Furious: Tokyo Drift) : la femme de l'appartement
- 2008 : Flying Rabbits
- 2013 : Tel père, tel fils (そして父になる, Soshite chichi ni naru?) de Hirokazu Kore-eda : Yukari Saiki
- 2016 : Après la tempête (海よりもまだ深く, Umi yori mo mada fukaku?) de Hirokazu Kore-eda : Shiraishi Kyōko (la mère)
- 2018 : The Blood of Wolves (孤狼の血, Korō no chi?) de Kazuya Shiraishi : Rikako Takagi
- 2021 : Ride or Die (彼女, Kanojo) de Ryūichi Hiroki : Mika Oe
- 2022 : A Man (ある男, Aru otoko?) de Kei Ishikawa : Kaori Kido

### Télévision
- 2004 : Dark Tales of Japan (TV) : La camarade de classe d'Akemi (segment "Spiderwoman")
- 2006 : Jikô keisatsu (feuilleton TV) : Ritsuko Tachibana
- 2008 : You’ll Die Six Hours Later (6 Jikango ni kimi wa shinu), film TV : Harada Mio
- 2010 : Ryōmaden (龍馬伝?) (drama)
- 2012 : Unmei no Hito, série TV : Akiko miki

### Jeu vidéo
- 2016 : Yakuza 6: The Song of Life : Kiyomi Kasahara